# ハーネルMP41短機関銃
ハーネルMP41短機関銃（ハーネルMP41たんきかんじゅう）とは、第二次世界大戦中にドイツで開発された短機関銃である。

## 開発経緯
1937年以来、ナチス・ドイツではMP28を警察用短機関銃として使用していた。MP28は第一次世界大戦で登場したMP18を改良したもので、1936年にはスペイン内戦にて活躍した。
その後ドイツ国防軍がMP40を採用すると、MP28は警察や親衛隊に払い下げられ、ドイツ国内や占領国での治安維持などに使用されるようになった。しかしMP28はMP40とは部品や弾倉に互換性を持たすことが出来なかった。そのためナチス・ドイツでは補給・生産面の両方から融通を利かせる為、MP28に変わる警察用短機関銃の開発に乗り出したのである。

## MP41の登場
それまで勤めていたベルグマン社からヘーネル社に移籍していたヒューゴ・シュマイザーは同社でそれまで製作されていたMP28をベースにMP40の部品などを組合せ、1941年にMP40のバリエーションとしてMP41を設計開発した。
外見の特徴としてはMP40下部のピストルグリップと折畳式銃床を固定式の木製銃床に置き換えたような形状で、MP40にあった銃身下の部品（銃身保護用のガード）を省略、弾倉は32発用の専用箱型弾倉のほかにMP38やMP40に使用している弾倉の併用も可能であった。一方でMP28の構造も受け継いでいて、射撃制御機構はMP40とは異なり、アッパーレシーバーの下面に直接取り付けられており、その作動原理もMP28と同じである。トリガーの上部に装着されているフル・セミオート射撃切替用のクロスボルトスイッチも、MP28の様式と同じである。
MP41の特徴である木製銃床は、治安維持部隊などでは暴徒鎮圧の際に発砲するよりも銃床で殴ることが多かったため、非殺傷を目的とした鎮圧活動では役立ったとされる。

## その後
生産されたMP41はその後、1941年にはドイツ保安隊や国家警察部隊（治安維持部隊）などに供給され大戦後半まで既存のMP28とともに使用されている。またMP41の大部分は同盟国であるルーマニア軍に供給され、詳細な関連は不明ながら、MP41はルーマニアで独自に設計・採用された短機関銃であるオリタM1941と全体のデザインが類似していた。
第二次世界大戦後もルーマニアでは1970年代まで使用され冷戦終結後、無可動実銃として日本にも僅かに輸入されている。優秀な短機関銃として旧ナチスドイツから東側諸国によって鹵獲されたものが親東側諸国・勢力に供給され、その一部は第一次インドシナ戦争やベトナム戦争、アルジェリア戦争などの第三世界における戦争や紛争で使われた。

## 使用国・組織
- 大日本帝国 [要出典]
- 満洲国：日本が供与。[要出典]
- ベトミン：日本軍から接収。[要出典]
- 北ベトナム：日本軍から接収。[要出典]
- マレーシア
- インドネシア
- パキスタン
- アフガニスタン
- イラン
- イスラエル
- イラク
- シリア
- パレスチナ
- 西サハラ
- アンゴラ
- アルジェリア
- エジプト
- キューバ
- アルゼンチン
- チリ
- ニカラグア
- アイルランド
- ポルトガル
- スペイン
- オーストリア
- ブルガリア
- チェコスロバキア
- フランス
- ギリシャ
- ナチス・ドイツ
- 東ドイツ
- 西ドイツ
- ノルウェー
- ポーランド
- ルーマニア
- フィンランド
- ユーゴスラビア
- ハンガリー
- トルコ

## 登場作品
『ちいさな独裁者』
「ヘロルト戦闘団」に加わるドイツ空軍兵士たちのうち一名が所持。